# Tawangmas
Tawangmas is een bestuurslaag in het regentschap Semarang van de provincie Midden-Java, Indonesië. Tawangmas telt 7373 inwoners (volkstelling 2010).